# Legéndy Kristóf
Legéndy Kristóf (Budapest, 1983 –) teológus, a Károli Gáspár Református Egyetem oktatója.

## Élete
Budapesten született. A Pázmány Péter Katolikus Egyetem Hittudományi Karán folytatott tanulmányokat, és 2006-ban diplomázott. 2012-ben szerzett doktorátust a Pázmány Péter Katolikus Egyetemen A modellfüggő realizmus teológiai kritikája című teológiai-filozófiai dolgozatával. Tanított a Sylvester János Református Gimnáziumban, majd a 2010-es évektől a Károli Gáspár Református Egyetem Társadalom- és Kommunikációtudományi Intézetének tanára.

## Tudományos publikációi
- Az evolúciós és kreacionista modellek teológiai kritikája (2009). In: Távlatok 2009/83.
- A hegeli dialektika és az isteni gondviselés (2010. július). In: Teológia (44.) 2010. 1/2
- John Hedley Brooke: Tudomány és vallás (2012/3) In: Vigilia 77. évf. 3. szám
- Az öt út (2013. február). In: Tanítvány 2013/1